# Otto Niittykoski
Otto Niittykoski (Vaasa, 13 marzo 2001) è un combinatista nordico finlandese.

## Biografia
Originario di Merikaarto di Vähäkyrö e attivo in gare FIS dall'agosto del 2014, ha esordito in Coppa del Mondo il 24 novembre 2018 a Kuusamo (56º), ai Campionati mondiali a Oberstdorf 2021, dove si è classificato 34º nel trampolino normale, 30º nel trampolino lungo e 5º nella gara a squadre, e ai Giochi olimpici invernali a Pechino 2022, dove si è piazzato 37º nel trampolino lungo; ai Mondiali di Planica 2023 è stato 29º nel trampolino lungo e 5º nella gara a squadre e a quelli di Trondheim 2025 si è classificato 24º nel trampolino lungo e 4º nella gara a squadre.

## Palmarès

### Coppa del Mondo
- Miglior piazzamento in classifica generale: 45º nel 2024